# Euphrosinopsis horsti
Euphrosinopsis horsti är en ringmaskart som beskrevs av Kudenov 1993. Euphrosinopsis horsti ingår i släktet Euphrosinopsis och familjen Euphrosinidae. Inga underarter finns listade i Catalogue of Life.